# Електрик Сън
Електрик Сън е музикална група формирана от Улрих Джон Рот, след напускането му на Скорпиънс през 1978 г. Групата записва три албума в периода 1979 – 1985 г.
Първият албум Earthquake е издаден през 1979 г., в състав Рот (китара и вокали), Уле Ритген (бас) и Клиф Едуардс (барабани). Скоро след записването на албума Едуардс напуска групата.
Fire Wind е следващия албум, издаден през 1980 г., с участието на новия барабанист Сидхата Гаутама. След излизането на албума, групата концертира няколко години. Докато първите два албума са записани от трио, в третия е записан по-скоро от ансамбъл. В него участват бившия барабанист на Джетро Тъл Клайв Бънйър, както и Михаел Флексиг и гост вокала Ники Мур, а също така и голяма група от певци и оркестрови музиканти. За този албум Рот използва за първи път Скай китара.
Електрик Сън се разделят през 1986 г. и Рот продължава самостоятелната си кариера като класически-рок китарист.

## Дискография
- 1979 – Earthquake
- 1980 – Fire Wind
- 1985 – Beyond the Astral Skies